# Noo-wha-ha
Die Noo-wha-ha sind ein Indianerstamm im heutigen US-Bundesstaat Washington. Kulturell gehören sie zu den Küsten-Salish. 

## Geschichte
1855 waren sie als „Noo-wha-ah“ Mitunterzeichner des Vertrags von Point Elliott, durch den zahlreiche indianische Gruppen, die als „tribes“ oder „sub tribes“ (Stämme oder Unterstämme) bezeichnet wurden, ihre traditionellen Gebiete an die USA abtraten und Reservate (reservations) für sie eingerichtet wurden. Doch wurden die Noo-wha-ah nie als Indianerstamm im Sinne der Gesetze der Vereinigten Staaten oder Washingtons anerkannt. 

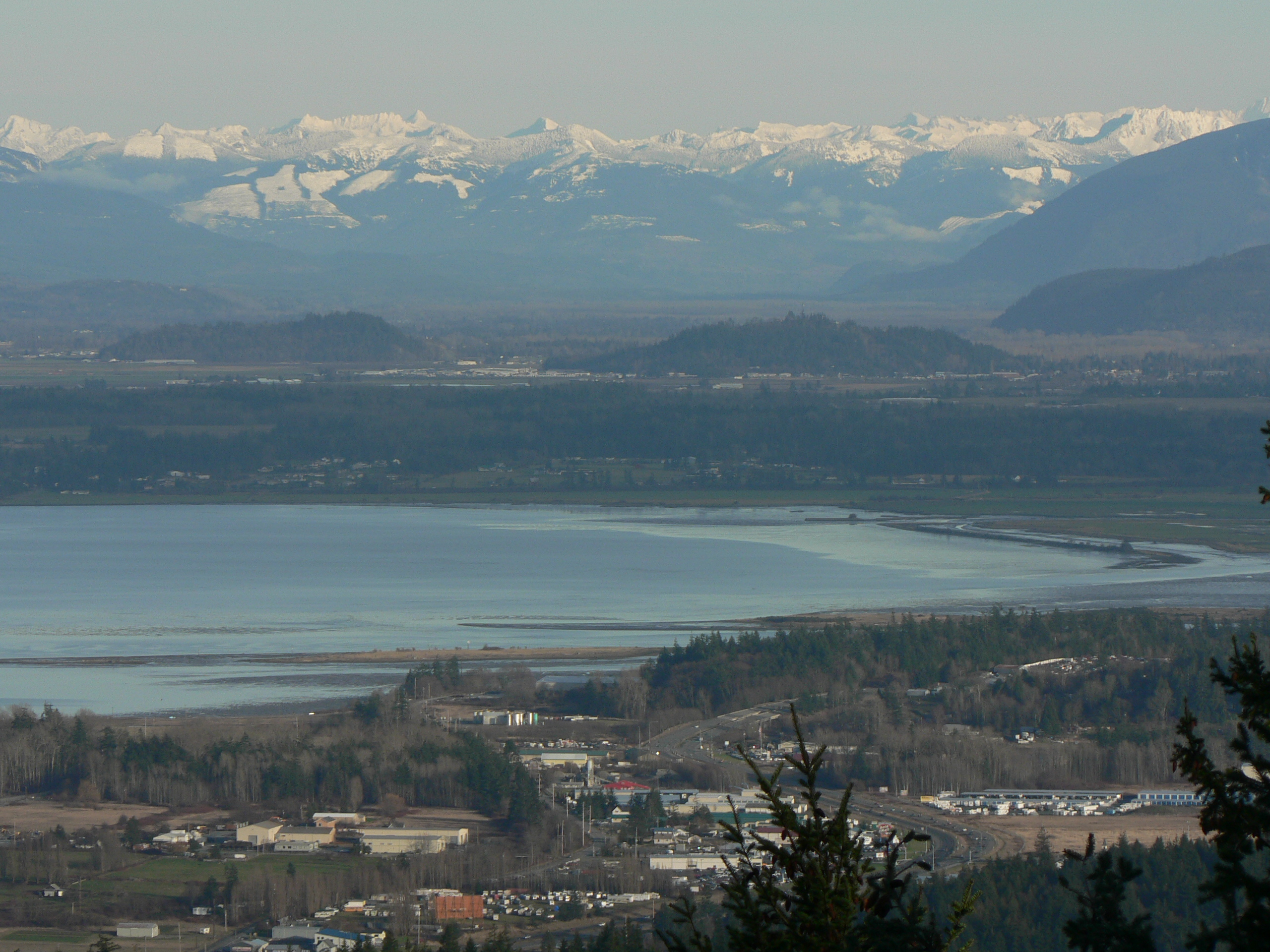
Blick über den Südteil der Padilly-Bucht

Als Unterzeichner des Vertrages erscheint Pat-teh-us, der dort als „sub chief“, als „Unterhäuptling“ bezeichnet wird. Er stammte aus dem Gebiet des heutigen Bay View State Park an der Padilla Bay im Skagit County, rund 10 km westlich von Burlington.